# Nederlandske Sprognævn
Nederlandske Sprognævn (nederlandsk: Nederlandse Taalunie) blev oprettet da sprognævnets overenskomst blev underskrevet af myndighederne i Nederlandene og Flandern (Belgien) i 1980 for at fremme en fælles politik med hensyn til standardnederlandsk, nederlandskundervisning og kulturelle aspekter tilknyttet det nederlandske sprog. 12. januar 2005 blev Surinam nævnets tredje medlem.

## Sprognævnet
Den nederlandske sprognævn er et specielt internationalt samarbejdsorgan i forhold til det nederlandske sprog. Medlemslandene samarbejder med hensyn til sprog, sprogundervisning og humaniora.
De følgende punkter er vedtaget med hensyn til de tre medlemslandene:
- De skal have en fælles standard for stavning.
- (Dyre) hjælpemidler, som for eksempel opslagsværk, skal udvikles i samarbejde.
- Ekspertise og erfaring med hensyn til nederlandskundervisning skal samles.
- Efteruddannelse af lærere inden nederlandskfaget og litterære oversættere.
- Sprogpolitik i europæisk sammenhæng.

Den nederlandske sprognævn giver videre støtte til undervisning i nederlandsk blandt andet i vesttyskland, i belgiske områder hvor nederlandsk ikke er modersmålen og i nordfrankrig. Den nederlandske sprognævn ønsker også at styrke båndene med Sydafrika. Landet er ikke medlem af nævnet selv om det har et stort antal afrikaanstalende indbyggere, akkurat som Namibia hvor afrikaans er det største sprog. Et andet land sprognævnet har et specielt forhold til er Indonesien, hvor mange stadig behersker nederlandsk. Sprognævnet har ingen observerende medlemmer, sådan som en del andre sprogsorganisationer har.

## Sprognævnsoverenskomsten
I sprognævnoverenskomsten beskrives sprognævnets mål sådan:
"Sprognævnets mål er at integrere Nederlandene og det nederlandske samfund i Belgien med hensyn til det nederlandske sprog og humaniora i begrebernes videste mening."
En af den nederlandske sprognævnets opgaver er sprogets stavning, for at varetage denne opgave udgives det som hedder "Het Groene Boekje" (den lille grønne bog). Dens officielle navn er "Woordenlijst Nederlandse taal" (Ordliste for det nederlandske sprog) der ikke er en ordbog som forklarer ordene, men et register. Dette betyder at den ikke angiver ordenes betydninger bortset fra i parentes i en meget kortfattet form, dersom en anden betydning har eller en anden grammatikalsk effekt på ordet. Sidste gennemarbejdede udgave af ordlisten kom i 1995, mens en opdateret version af denne blev udgivet i oktober 2005.
Van Dale-ordbogen er accepteret som den officielle for det nederlandske sprog. De dikke van Dale (den store van Dale) er delt i tre bind, A-I, J-R og S-Z, og opdateres normalt set en gang hvert 7. eller 8. år.
Sprognævnet har ingen direkte overenskomstlige institutioner i Europa, positionen den har mellem landene er unik.

## Surinam
12. december 2003 blev en tilslutningsoverenskomst underskrevet af Nederlandenes daværende statssekretær for kultur, Medy van der hen Laan, og Surinams minister for undervisning, Walter Sandriman, i Brussel. I december 2004 blev overenskomsten ratificeret af Surinams parlament, og 12. januar 2005 blev landet officiel sprognævnets tredje medlem.

## "Prijs der Nederlandse Letteren"
Denne pris blev oprettet i 1956, og deles hvert tredje år ud til forfattere og poeter som har nederlandsk som modersmål. Siden 1986 er det sprognævnets opgave. Sprognævnets ministerkomite udnævner en uafhængig jury som tilkender prisen.